# 4084 Hollis
4084 Hollis este un asteroid din centura principală, descoperit pe 14 aprilie 1985 de Edward Bowell.